# 熾盛光仏頂
熾盛光仏頂（しじょうこうぶっちょう）、梵名プラジュヴァローシュニーシャ(प्रज्वलोष्णीष [prajvaloSNiiSa])は、如来の肉髻を神格化した仏の一種、仏頂尊の一尊。

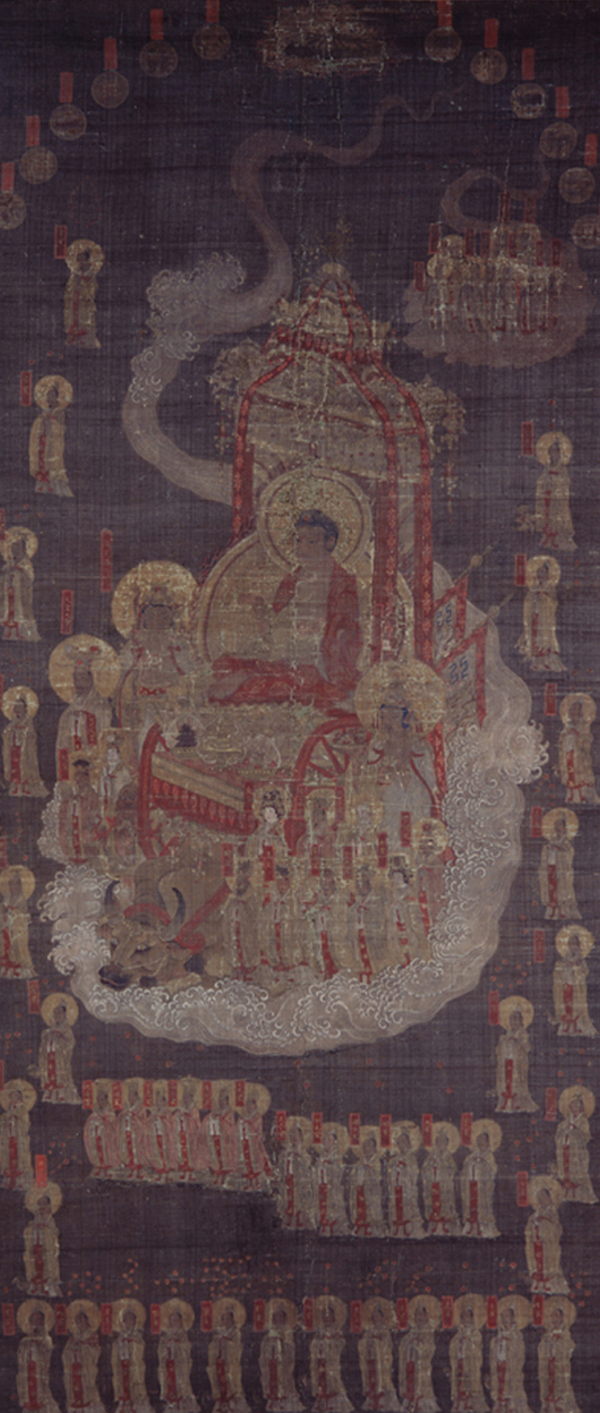
『熾盛光如来往臨図』
天体神を従えて宝車に乗る姿を描いた高麗仏画。ボストン美術館蔵。

三昧耶形は三鈷杵。種子はボローン (भ्रूं [bhruuM])。
その姿は『大聖妙吉祥菩薩説除災教令法輪』(大正新脩大蔵経No.966)によれば、毛孔から光明を放ち、五仏冠(五智如来をデザインした冠)を着け、手は釈迦の様であるという。
この記述によれば装身具を着けた菩薩形であると考えられるが、実際の造形例では如来形のものも多い。敦煌莫高窟の壁画では、日月五惑星などの天体神を従えて宝車に乗った如来の姿で描かれている。また醍醐寺所蔵の白描画では、鉢と錫杖を持った如来形で頭部から火炎を放っている。
また、京都・青蓮院の本尊とされている画像では、白蓮華の中心に描いた種子ボロンと、その周囲を諸尊が取り囲む曼荼羅で表される。本来この種子は一字金輪仏頂を表したものであるが、一字金輪と熾盛光は同一視されているため、青蓮院ではこれを熾盛光如来と呼称している。種子で描くのは音声としてのボロンを現したもので、仏頂尊と呪文信仰との強い結びつきを反映している。
熾盛光仏頂は、その光明で九曜等の天体の悪神を折伏するとされ、その呪文として『消災妙吉祥陀羅尼』が知られる。天台宗では天変地異に際しての修法で本尊とされる。
前述の通り一字金輪仏頂と同一視されており、如来がその光明で天体神を折伏する姿が熾盛光、法輪で教令する姿が一字金輪であるとされる。